# Chaetodon unimaculatus
Chaetodon unimaculatus pertenece al género Chaetodon. Son de origen Indo-Pacífico. De 20 m a 60 m de profundidad, habitan en arrecifes de coral en pequeños grupos. 

## Descripción
Se lo llama pez mariposa de lágrima porque en su cuerpo hay una mancha negra que "cae" hacia el vientre de su cuerpo, como lo haría una lágrima. El resto de su cuerpo es blanco, con amarillo en el lomo y la parte trasera, sin olvidar las características franjas atravesando sus ojos y el contorno de su cola. Alcanza 20 cm de longitud.

## Fuente
- Froese, R. & D. Pauly, Ed. (2011) Chaetodon unimaculatus  Bloch, 1787; FishBase. Consultado el 27 de julio de 2013,

- Datos: Q2135616
- Multimedia: Chaetodon unimaculatus / Q2135616
- Especies: Chaetodon unimaculatus